# Hjerteafdelingen
Hjerteafdelingen er en dansk tv-serie på tretten afsnit fra 2002, der er skabt af Ole Meldgaard. Blandt de medvirkende kan nævnes Jesper Langberg, Louise Mieritz og Nicolas Bro med flere.
Serien finder sted på et hospitals intensive hjerteafdeling og følger livet for både patienter og sundhedspersonale. Undervejs viser serien også de udfordringer, som lægerne står overfor i forbindelse med akutte behandlinger i episoderne.

## Medvirkende (i udvalg)
- Jesper Langberg som overlæge Søren Bjørn
- Louise Mieritz som Vivi Lykke
- Nicolas Bro som Christian Grønkjær
- Tina Gylling Mortensen som Helle Mortensen
- Peter Hesse Overgaard som Victor
- Anders W. Berthelsen som Stig
- Marina Bouras som Anne
- Thomas Bo Larsen som Bo
- Susan Olsen som Lily
- Louise Norby som lægesekretær